# Estação Fátima
A Estação Fátima é uma das estações do Metrô de Porto Alegre, situada em Canoas, entre a Estação Niterói e a Estação Canoas. Faz parte da Linha 1.Localiza-se no cruzamento da Avenida Getúlio Vargas com a Rua Cristóvão Colombo. Atende os bairros de Fátima e Niterói. A estação está localizada a 3 km da Base Aérea de Canoas.

## História
Apesar das obras do metrô terem sido iniciadas em 1980, as obras da estação Fátima estavam em fase de contratação em 1981. As obras da estação foram iniciadas em 1982 e concluídas em 1984, quando a Linha 1 do Metrô encontrava-se em período de testes.
A estação foi inaugurada em 2 de março de 1985.